# Ботанічний сад Карлового університету
Ботанічний сад Карлового університету (чеськ. Botanická zahrada Univerzity Karlovy) — сад у Празі, один з трьох важливих ботанічних садів столиці Чехії. Міжнародний код ботанічного саду PRC.

## Історія
Сад був заснований Йосифом Богумиром Міканом 1775 року в Сміхові. Після повені 1890 року університетський ботанічний сад був перенесений в Нове місто, де празькі університети придбали сад, який був закладений 1845 року, у Чеського товариства поліпшення садівництва, і сьогодні він належить факультету природознавства Карлового університету.

## Загальний опис
Сад має площу 3,5 га. Його відвідують близько 100 000 осіб на рік. Про сад піклуються близько 20 садівників і кураторів. Щорічні експлуатаційні витрати, що покриваються факультетом природознавства Карлового університету, складають близько 6 мільйонів крон.
На території саду знаходиться будівля кафедри ботаніки факультету природознавства, навчальний відділ того ж факультету, а також Інститут навколишнього середовища Карлового університету.
На початку 21-го століття в саду ростуть як оранжерейні рослини, так і рослини відкритого ґрунту (близько 3000 видів). Влітку колекція рослин з вологих субтропіків експонується на відкритому повітрі, взимку ці рослини зберігаються в оранжереї.
Ботанічний сад має унікальний зразок Ginkgo biloba, якому близько 130 років. У саду також зростає метасеквоя, яку однією з перших привезли до Європи з Америки.
У 1904 році була створена колекція середньоєвропейської флори, яка вважається найціннішою частиною саду. Інші значні колекції — кактуси та сукуленти, орхідні.

## Галерея

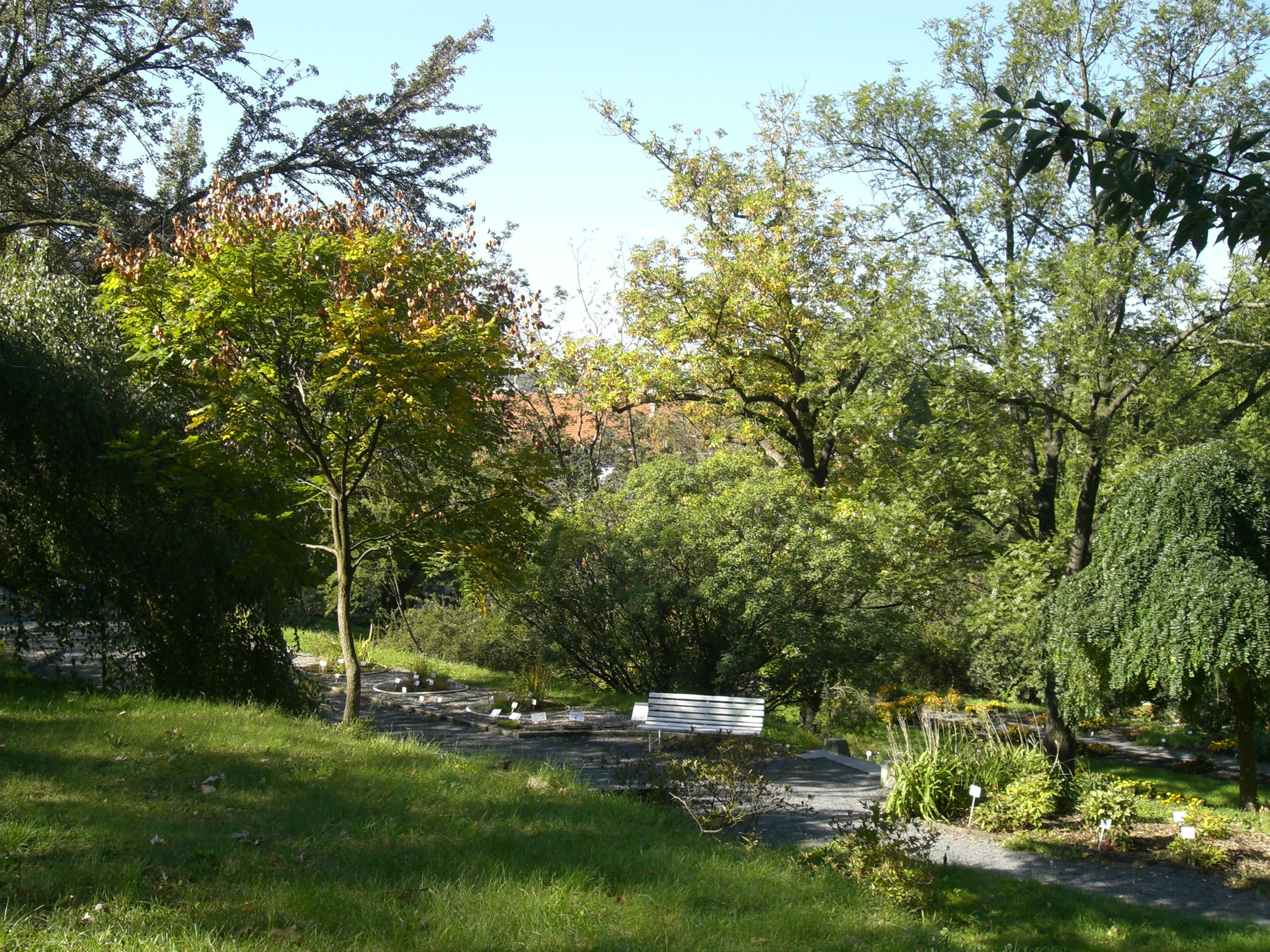
Алея в ботанічному саду
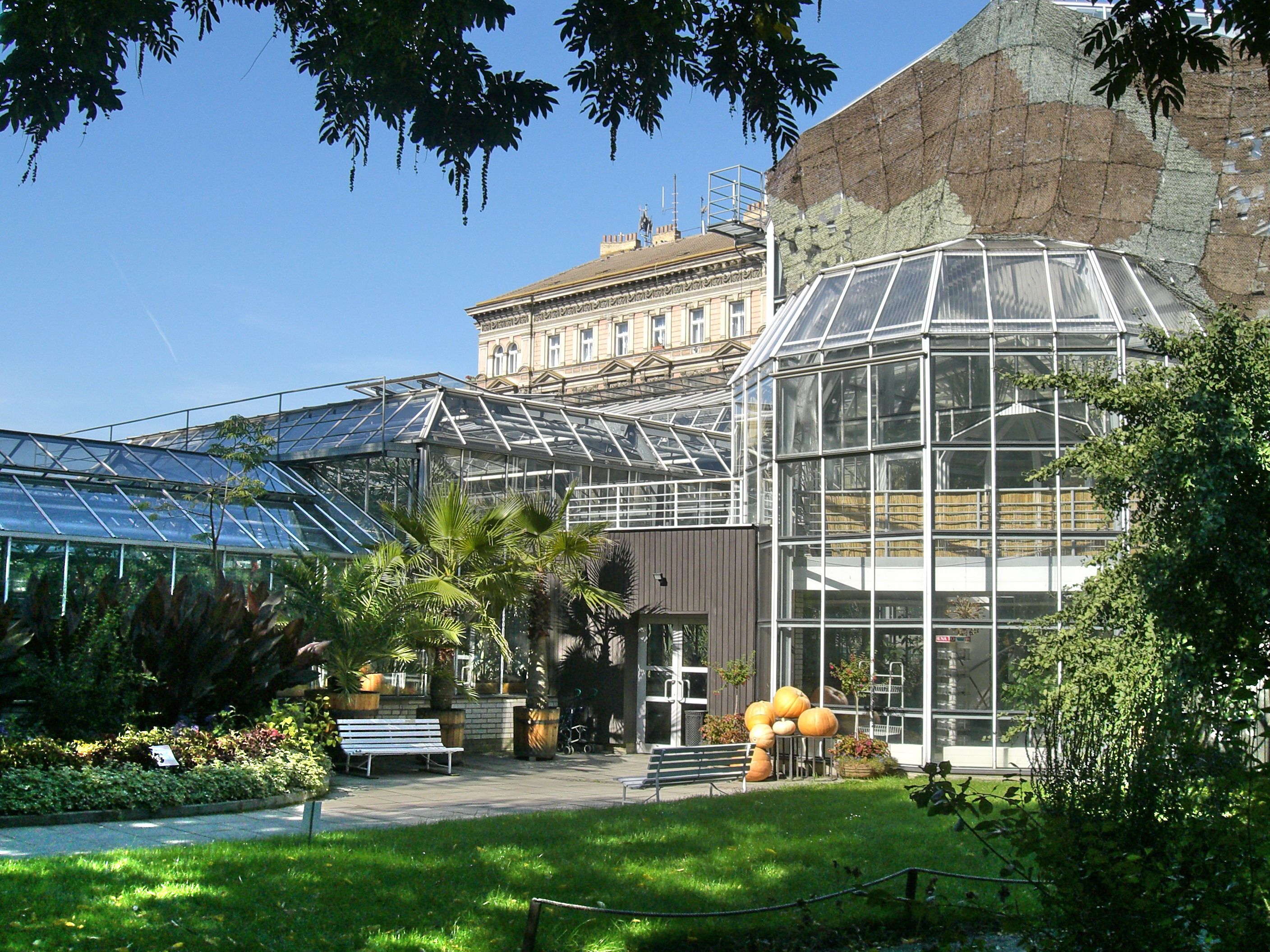
Оранжерейний комплекс
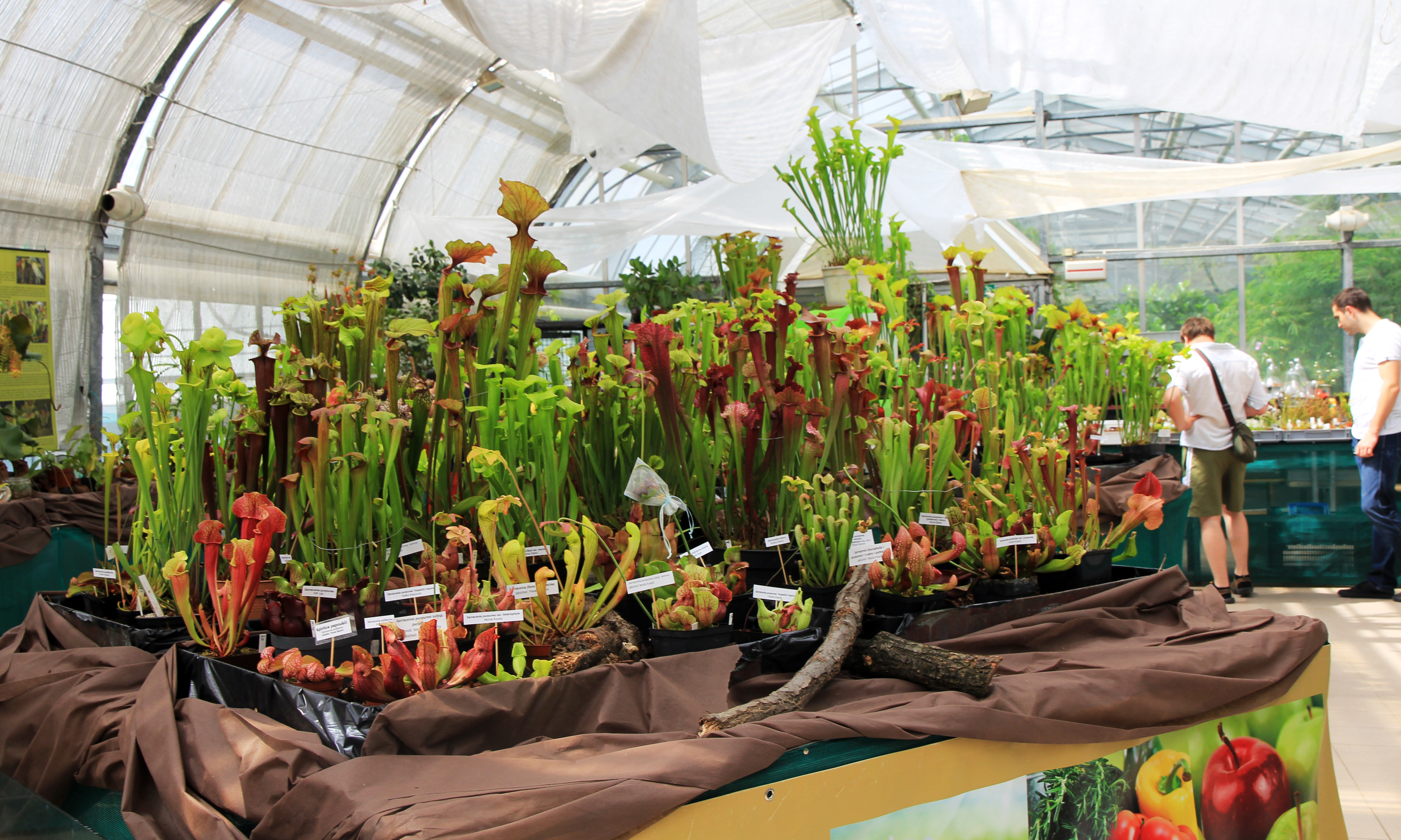
Виставка рослин-хижаків (2015 рік)
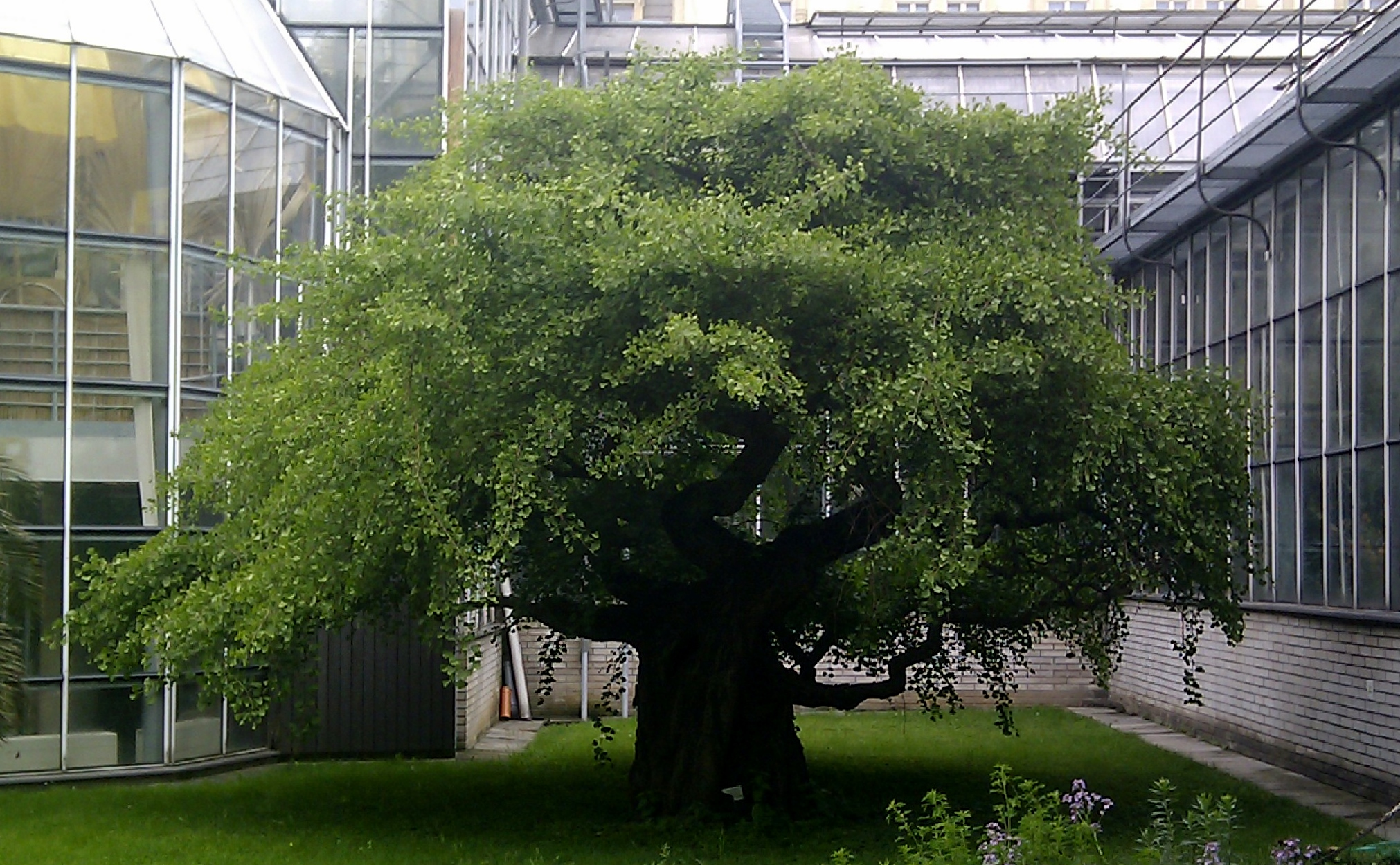
Гінкго дволопатеве (Ginkgo biloba)
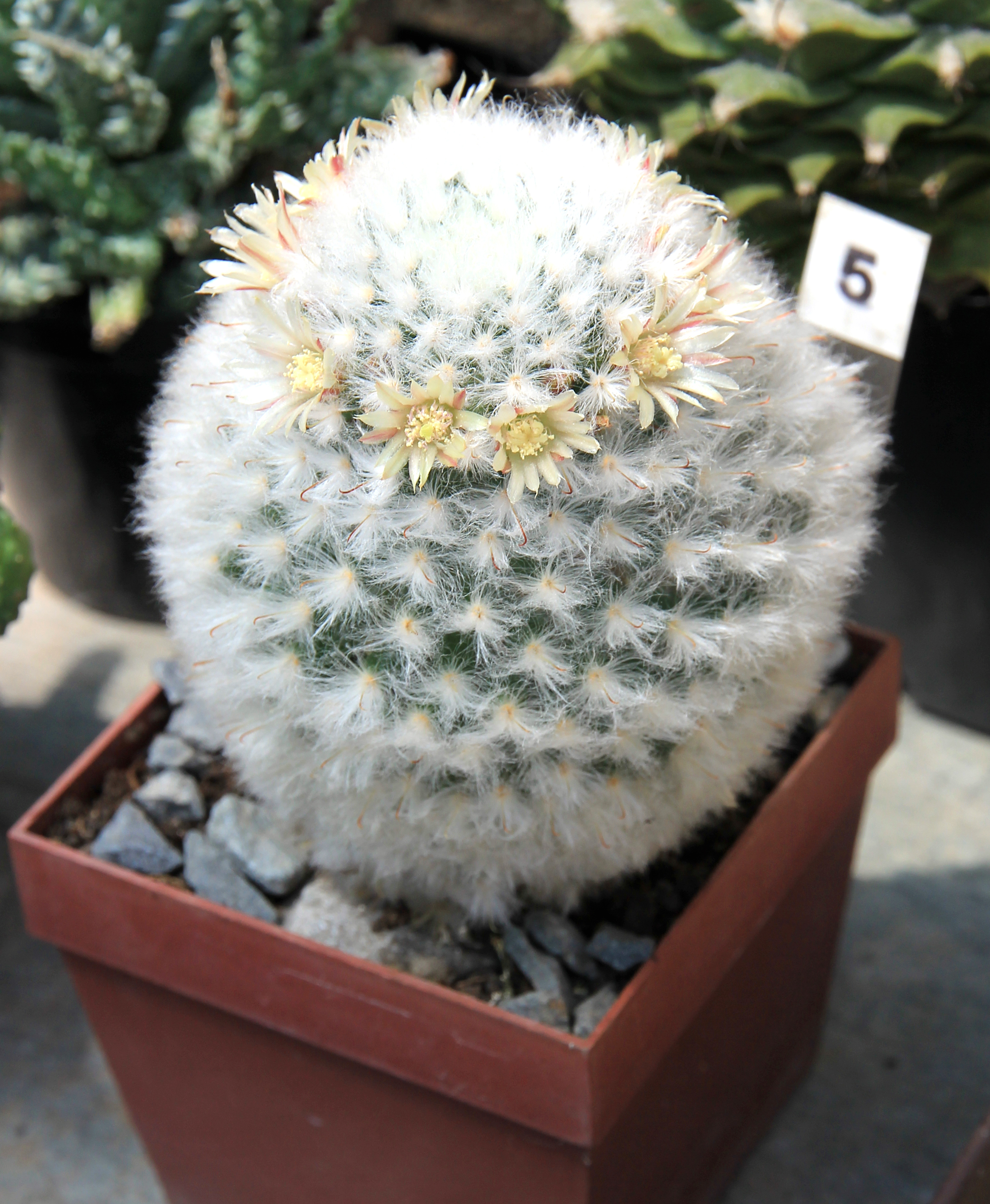
Mammillaria bocasana var. multilanata, виставка сукулентів 2016 року
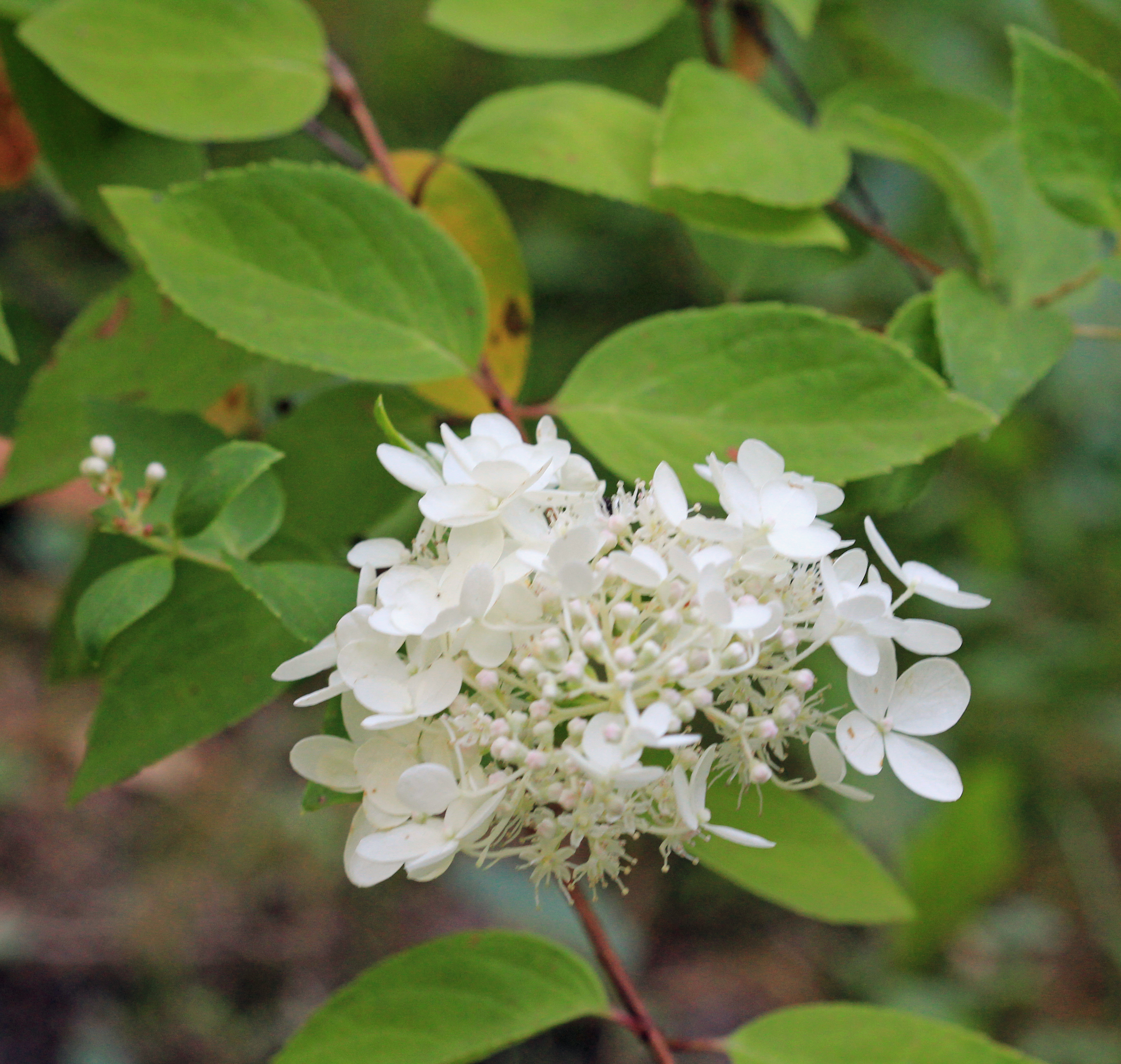
Hydrangea paniculata
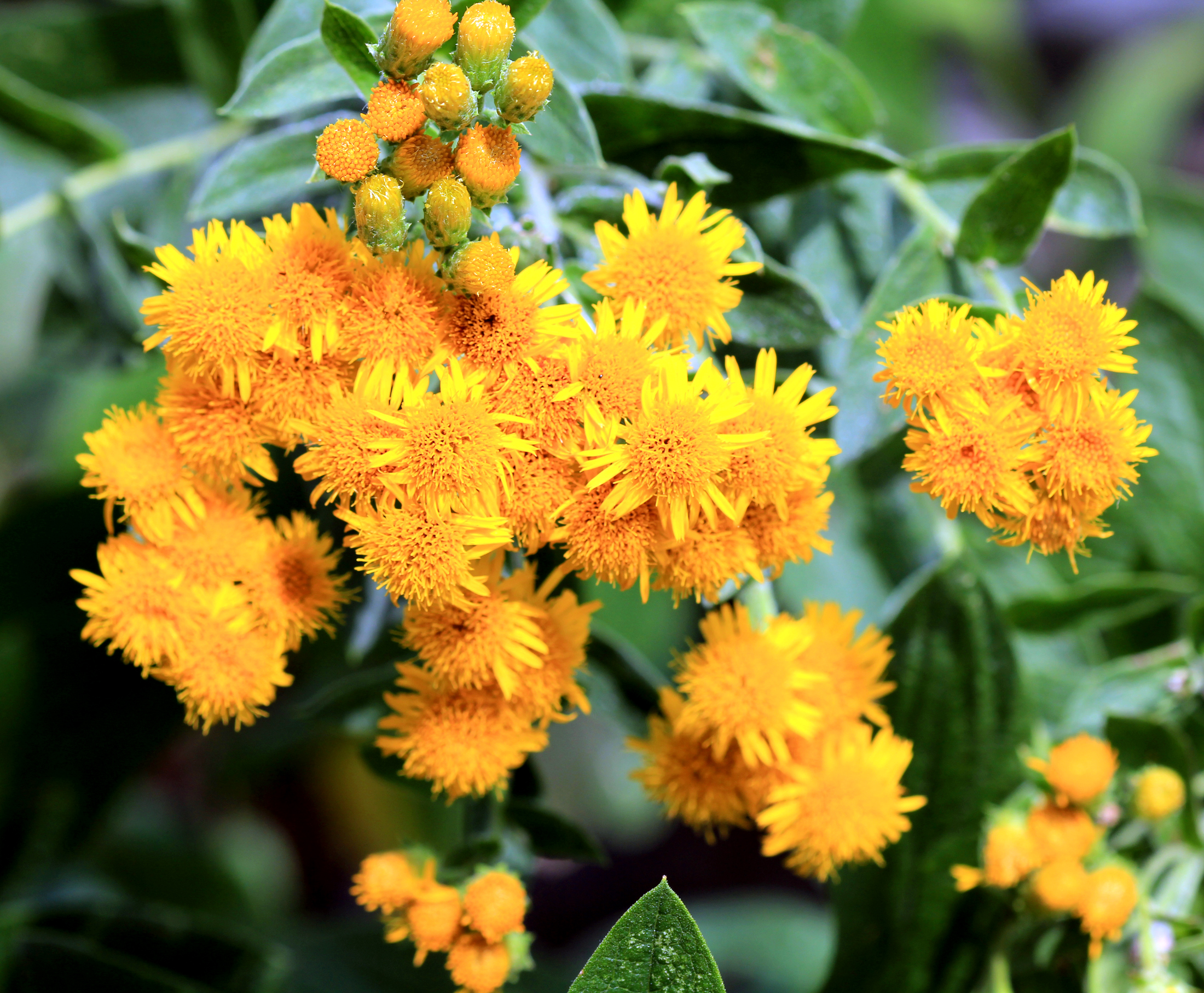
Оман німецький
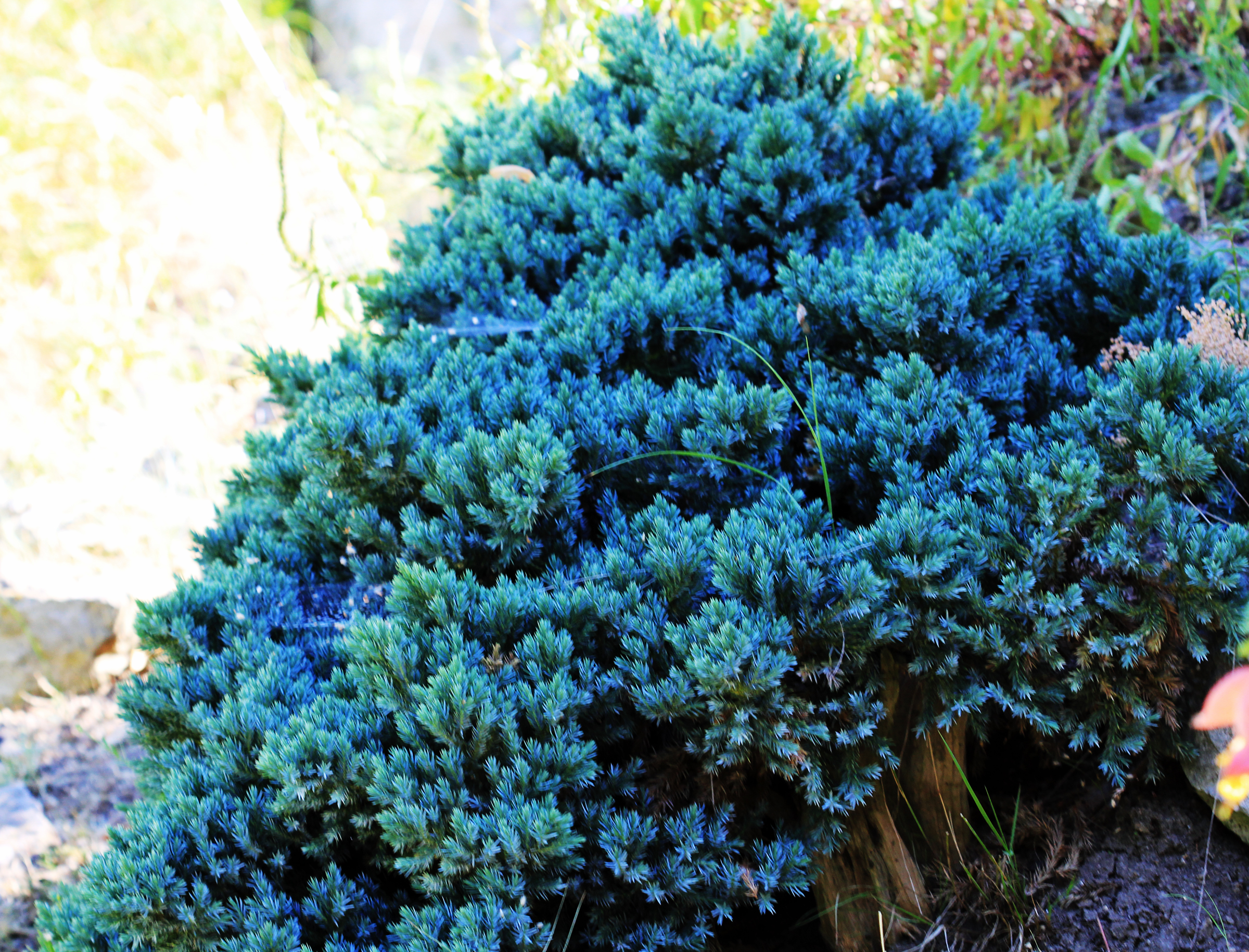
Juniperus squamata
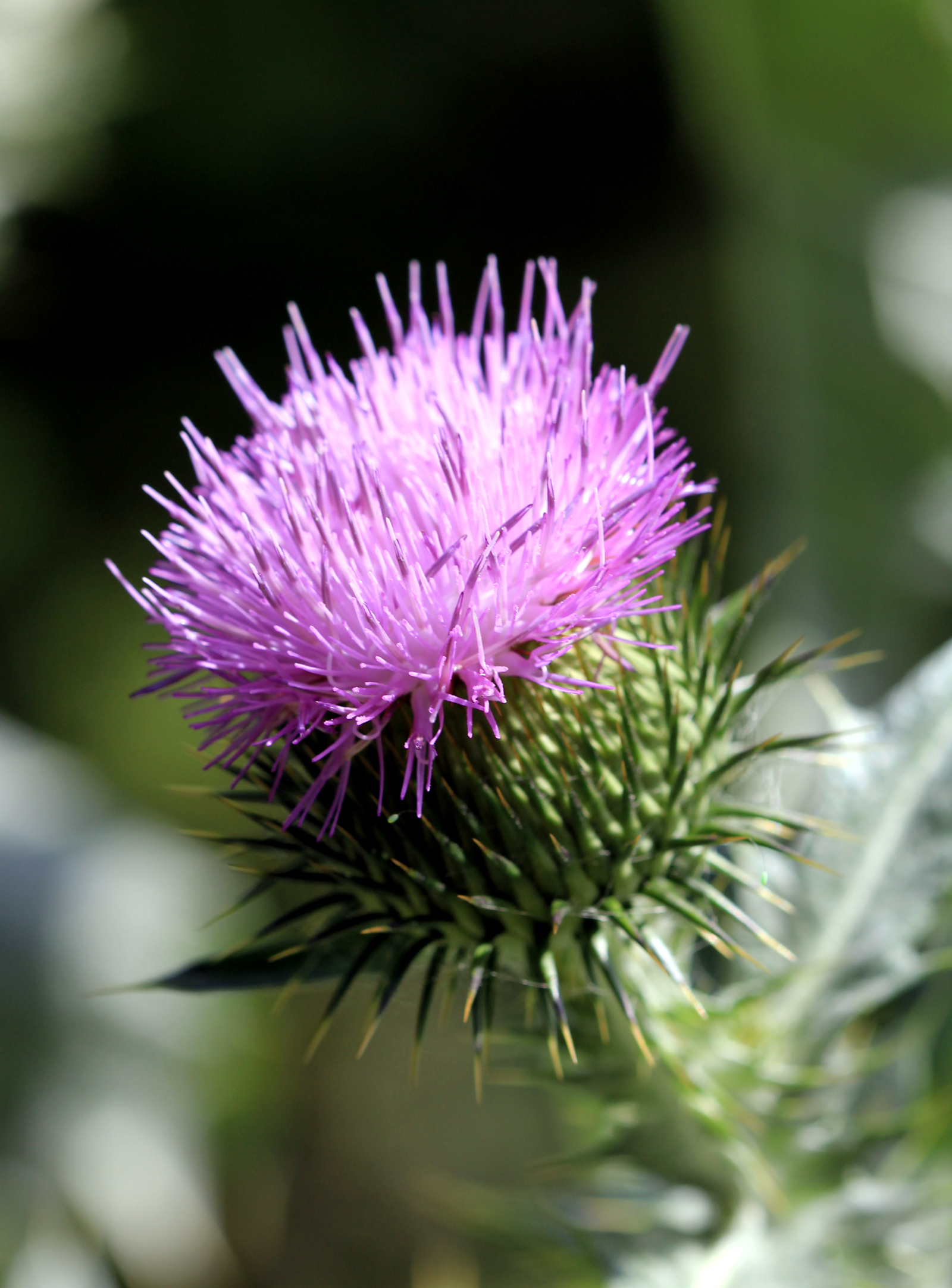
Татарник звичайний
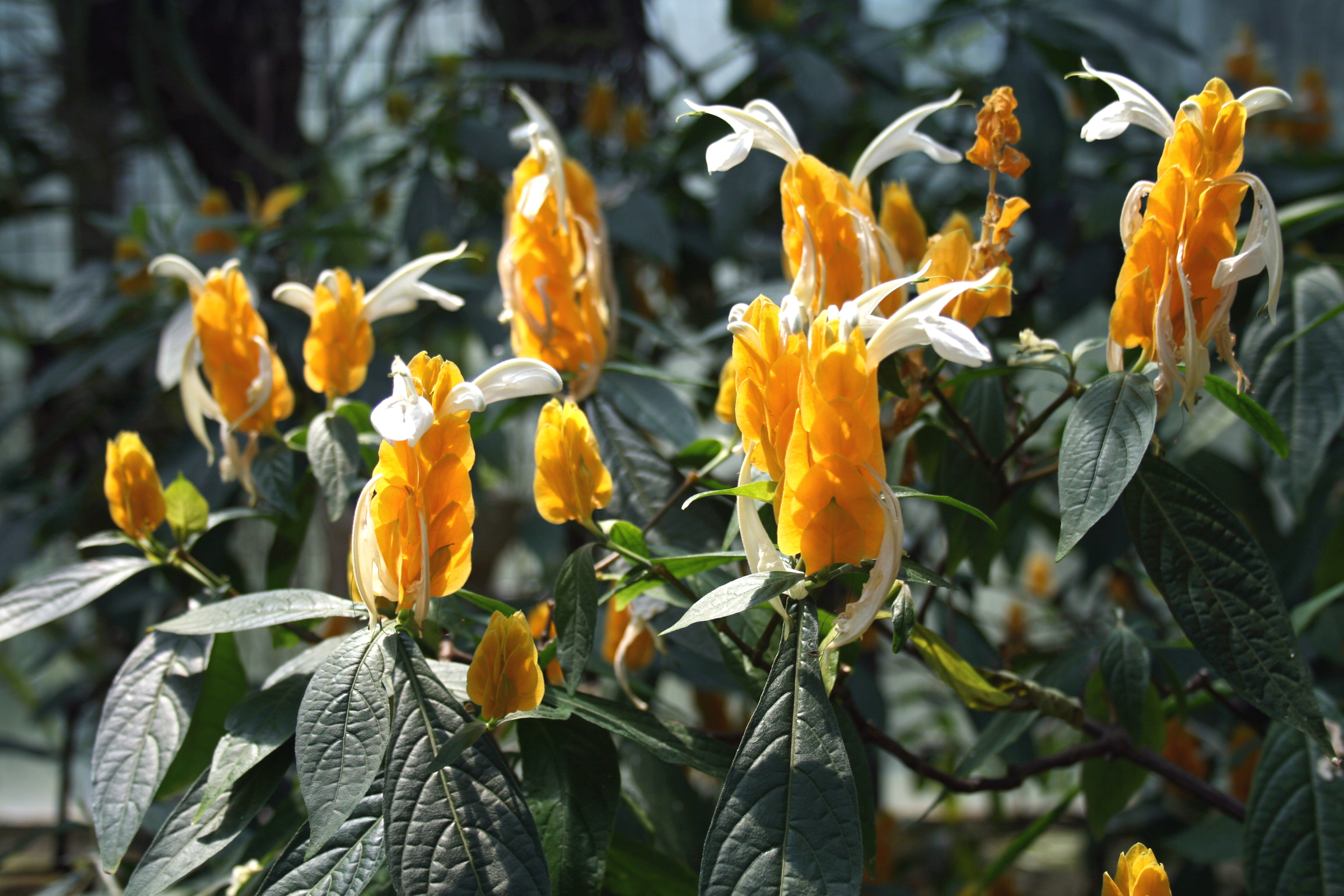
Pachystachys lutea
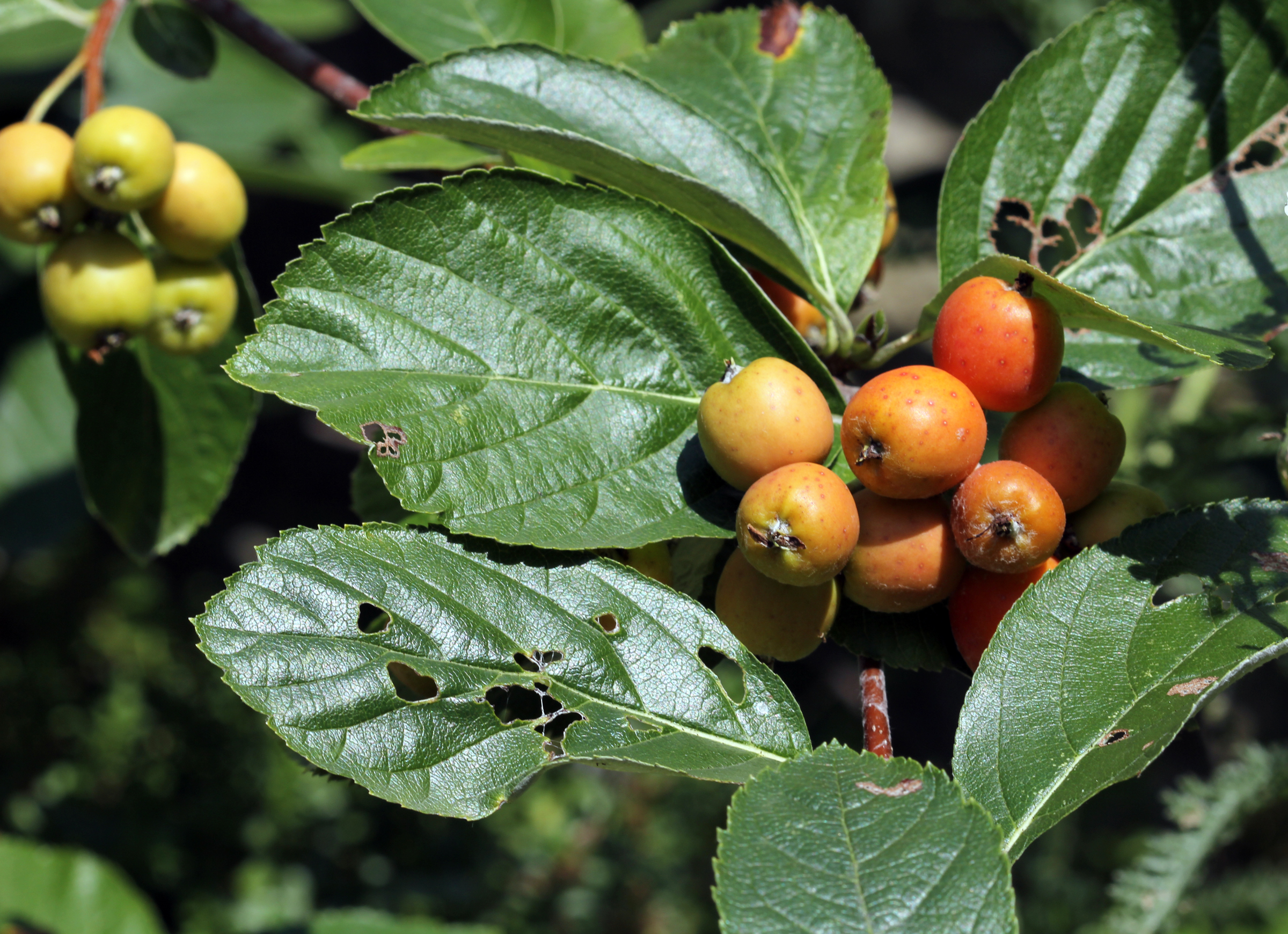
Sorbus sudetica
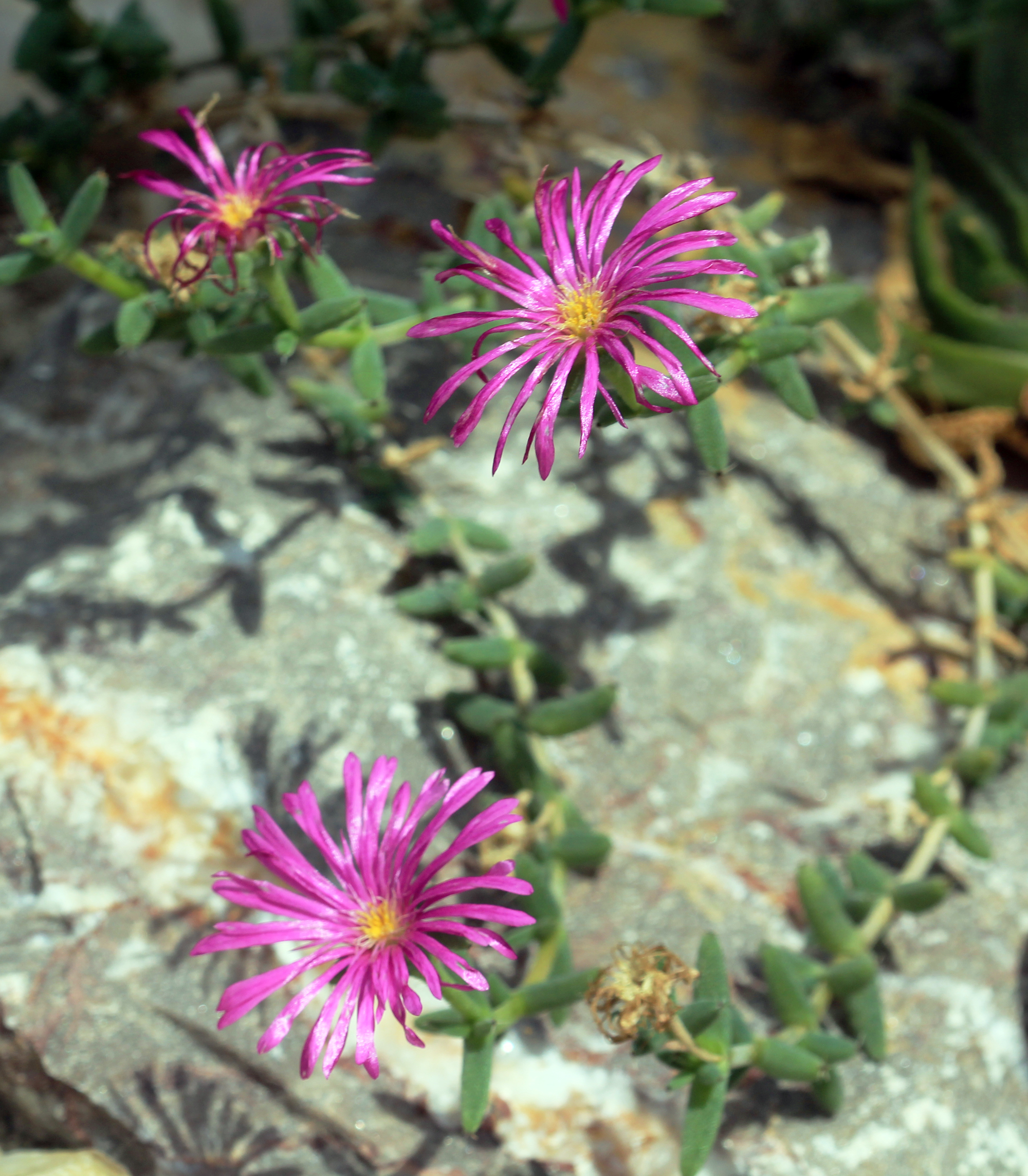
Trichodiadema barbatum